# Tetétlen
Tetétlen es un pueblo ubicado en el distrito de Püspökladány, en el condado de Hajdú-Bihar, Hungría.

## Superficie
Posee una superficie de 32,11 kilómetros cuadrados.

## Demografía
Hasta 2019 la población era de 1368 habitantes, con una densidad de población de 42,60 habitantes por kilómetro cuadrado.